# Rotem Cohen
 (janvier 2021).
Si vous disposez d'ouvrages ou d'articles de référence ou si vous connaissez des sites web de qualité traitant du thème abordé ici, merci de compléter l'article en donnant les références utiles à sa vérifiabilité et en les liant à la section « Notes et références ».
Rotem Cohen (hébreu : רותם כהן) né le 13 avril 1980, est un auteur-compositeur-interprète israélien.

## Biographie
Sa musique et ses rythmes sont d'inspiration latine[évasif]. Ses poèmes sont caractérisés par des textes profonds et narratifs. 
Cohen a écrit et composé pour des artistes renommés et a même remporté le prix ACUM en 2012 avec la chanson When Another composée par Eyal Golan.
En 2015, il a remporté le prix Birthright of the Year et le prix ACUM, cette fois en tant qu'artiste.
En décembre 2017, il a publié une collaboration rare avec la pop star latine Enrique Iglesias sur une version hébraïque de la chanson Súbeme la radio.